# Pedrafita do Cebreiro
Pedrafita do Cebreiro är en kommun i Spanien. Den ligger i provinsen Lugo i den autonoma regionen Galicien i den nordvästra delen av landet, 400 km nordväst om huvudstaden Madrid. Antalet invånare är 898 (2024). Arean är 104,91 kvadratkilometer.